# Lolito Fdez
Manuel Fernández (Màlaga, 13 d'agost de 1996) més conegut com a Lolito Fdez, és un youtuber andalús, especialitzat en retransmissions de Fortnite. Ha participat en el FortniteProAm i ha organitzat el torneig Diamantes Brutos, amb la participació de diverses personalitats vinculades a Youtube.